# Данько Анатолій Володимирович
Анатолій Володимирович Данько (20 травня 1952) — радянський хокеїст, нападник.

## Спортивна кар'єра
Вихованець московського «Динамо» (тренер — Валентин Єгоров). Виступав за клуби СКА МВО (Калінін), «Верстатобудівник» (Рязань), «Сокіл» (Київ), «Машинобудівник» (Київ). У вищій лізі провів 127 ігор (29+17), а всього в чемпіонаті СРСР — понад 450.

## Статистика
| Сезон   | Команда                     | Ліга  | І  | Г  | П  | 0  | Штр |
| ------- | --------------------------- | ----- | -- | -- | -- | -- | --- |
| 1971-72 | СКА МВО (Калінін)           | перша | 46 | 11 | 2  | 13 | 18  |
| 1972-73 | СКА МВО (Калінін)           | перша | 48 | 15 | 1  | 16 | 26  |
| 1973-74 | «Верстатобудівник» (Рязань) | друга |    | 13 |    |    |     |
| 1974-75 | «Сокіл» (Київ)              | перша | 51 | 18 | 6  | 24 | 32  |
| 1975-76 | «Сокіл» (Київ)              | перша | 46 | 15 | 12 | 27 | 14  |
| 1976-77 | «Сокіл» (Київ)              | перша | 45 | 15 | 7  | 22 | 20  |
| 1977-78 | «Сокіл» (Київ)              | перша | 45 | 18 | 5  | 23 | 32  |
| 1978-79 | «Сокіл» (Київ)              | вища  | 42 | 9  | 2  | 11 | 25  |
| 1979-80 | «Сокіл» (Київ)              | вища  | 43 | 10 | 6  | 16 | 10  |
| 1980-81 | «Сокіл» (Київ)              | вища  | 42 | 10 | 9  | 19 | 6   |
| 1981-82 | «Машинобудівник» (Київ)     | друга | 43 | 9  | 1  | 10 | 10  |